# William Buckland
William Buckland (ur. 12 marca 1784, zm. 14 sierpnia 1856) – angielski pastor, geolog i paleontolog. Laureat Medalu Copleya.

## Życiorys
W 1813 roku Buckland został wykładowcą mineralogii w University of Oxford. Wkrótce potem z kamieniołomu w Stonesfield przywieziono mu niezidentyfikowane kości. W 1824 roku zdecydował się na publikację artykułu „Notice on the Megalosaurus or Great Fossil Lizard of Stonesfield”, w którym opisał naukowo skamieniałości zwierząt składające się z fragmentów szczęk, kilku kręgów, niekompletnej miednicy i kończyn tylnych. Był to pierwszy naukowy opis dinozaura – nowemu rodzajowi Buckland nadał nazwę Megalosaurus. Wykorzystał do opisu posiadaną wiedzę anatomiczną, a odrzucił inspiracje wyobrażeń antycznych i biblijnych. Był autorem pracy "O organicznych pozostałościach, ocalałych w pieczarach, a także o innych zjawiskach geologicznych, świadczących o faktach światowego potopu" (Reliquiae Diluvianae, or, Observations on the Organic Remains attesting the Action of a Universal Deluge) opublikowanej w 1823.
Także w 1823 roku Buckland odnalazł szkielet ludzki z okresu górnego paleolitu tzw. Czerwoną Damę z Paviland. Szczątki prawie kompletne były pozbawione czaszki. Odkrywca szkieletu błędnie zidentyfikował płeć człowieka, a także – jako kreacjonista – nie dopuszczając możliwości, by ludzie istnieli na tych terenach przed legendarnym biblijnym potopem – jego wiek (przypuszczał, że szczątki pochodziły z czasów starożytnego Rzymu). Fakt, że szkielet pokryty był czerwonym barwnikiem (ochrą) i ozdobiony pierścieniami oraz naszyjnikami z muszelek i kości, doprowadził odkrywcę do wniosku, że odnalazł szczątki rzymskiej prostytutki lub czarownicy. W pierwszym momencie Buckland prawidłowo zidentyfikował szkielet jako męski, dopiero nieco później zrewidował ten pogląd, wnioskując na podstawie przesłanek pozaanatomicznych, że ma do czynienia z kobietą, a priori uznając ją przy tym za czarownicę. Wokół szkieletu znaleziono bowiem kilkadziesiąt pręcików z kości (choć pewnie wchodziły niegdyś w skład naszyjnika, to skojarzyły się znalazcom z "czarodziejskimi różdżkami"), przedmiot w kształcie rozwidlonego języka węża i kawałek łopatki owcy (tej kości również przypisywano moc magiczną).